# Deutsche Gesellschaft für Säugetierkunde
Die Deutsche Gesellschaft für Säugetierkunde (DGS) ist eine gemeinnützige, wissenschaftliche Fachgesellschaft in der Rechtsform eines eingetragenen Vereins, geführt in Berlin und mit Adresse in Wien. Die Organisation hat das Ziel, die Erforschung und den Schutzes von Säugetieren zu fördern. Sie wurde am 13. März 1926 in Berlin gegründet und ist damit die weltweit zweitälteste Fachgesellschaft für Säugetierkunde. Mitglied können natürliche oder juristische Personen werden, die die Gesellschaft und ihre Ziele fördern.

## Profil
Die Gesellschaft ist Herausgeberin der Fachzeitschrift Mammalian Biology (vormals Zeitschrift für Säugetierkunde). Pro Jahrgangsband erscheinen sechs Hefte mit Originalaufsätzen aus dem Gebiet der Säugetierkunde.
Alljährlich im September wird eine mehrtägige Fachtagung mit Hauptvorträgen, Kurzvorträgen und Posterdemonstrationen an wechselnden Orten in Deutschland oder dem benachbarten Ausland veranstaltet.

## Logo
Das Logo der Gesellschaft bildet ein nach links blickendes Okapi, umgeben von Urwaldranken und kreisrund eingefasst von der Schrift DEUTSCHE GESELLSCHAFT FÜR SÄUGETIERKUNDE EV BERLIN. Es wurde vom Berliner Kunstmaler Carl Ludwig Hartig geschaffen. Ein Vorstoß des Berliner Zoodirektors Lutz Heck, das Okapi durch ein „deutsches Tier“ zu ersetzen, fand 1938 keine Mehrheit unter den Mitgliedern.